# Youngtown (Arizona)
Youngtown es un pueblo ubicado en el condado de Maricopa en el estado estadounidense de Arizona. En el Censo de 2010 tenía una población de 6156 habitantes y una densidad poblacional de 1.544,41 personas por km².

## Geografía
Youngtown se encuentra ubicado en las coordenadas 33°35′6″N 112°18′18″O / 33.58500, -112.30500. Según la Oficina del Censo de los Estados Unidos, Youngtown tiene una superficie total de 3.99 km², de la cual 3.97 km² corresponden a tierra firme y (0.39%) 0.02 km² es agua.

## Demografía
Según el censo de 2010, había 6.156 personas residiendo en Youngtown. La densidad de población era de 1.544,41 hab./km². De los 6.156 habitantes, Youngtown estaba compuesto por el 73.34% blancos, el 4.27% eran afroamericanos, el 1.45% eran amerindios, el 2.81% eran asiáticos, el 0.1% eran isleños del Pacífico, el 14.62% eran de otras razas y el 3.41% pertenecían a dos o más razas. Del total de la población el 32.99% eran hispanos o latinos de cualquier raza.

## Educación
En una parte de Youngtown, el Distrito Escolar Unificado de Peoria gestiona escuelas públicas.